# Jean II Ferrère
Pour les personnes ayant le même patronyme, voir Jean Ferrère et Ferrère (homonymie).
Jean Ferrère, dit Jean II Ferrère, est un sculpteur du XVIIIe siècle. Il réalise du mobilier baroque pour des églises des Hautes-Pyrénées.
Il succède à son père Marc Ferrère et à son grand-père Jean I Ferrère, établis à Asté. 
Son frère Dominique Ferrère s'installe à Tarbes.

## Œuvres
- Mobilier baroque de l’église Saint-Martin à Antist,
- Autel retable de l'église Saint-Sernin à Asté (1ère moitié du XVIIIe siècle),
- Retable de l'église Saint-Étienne de Les Angles,
- Retable de l'église Saint-Pierre d'Allier,
- Retable de l'église de la Nativité-de-la-Sainte-Vierge d'Auriébat,

## Musée
- La Maison des Ferrère et du Baroque Pyrénéen, installée au centre d'Asté en face de l'église, retrace l'histoire des Ferrère et, plus généralement, celle de l'art baroque local.